# 航空探知館

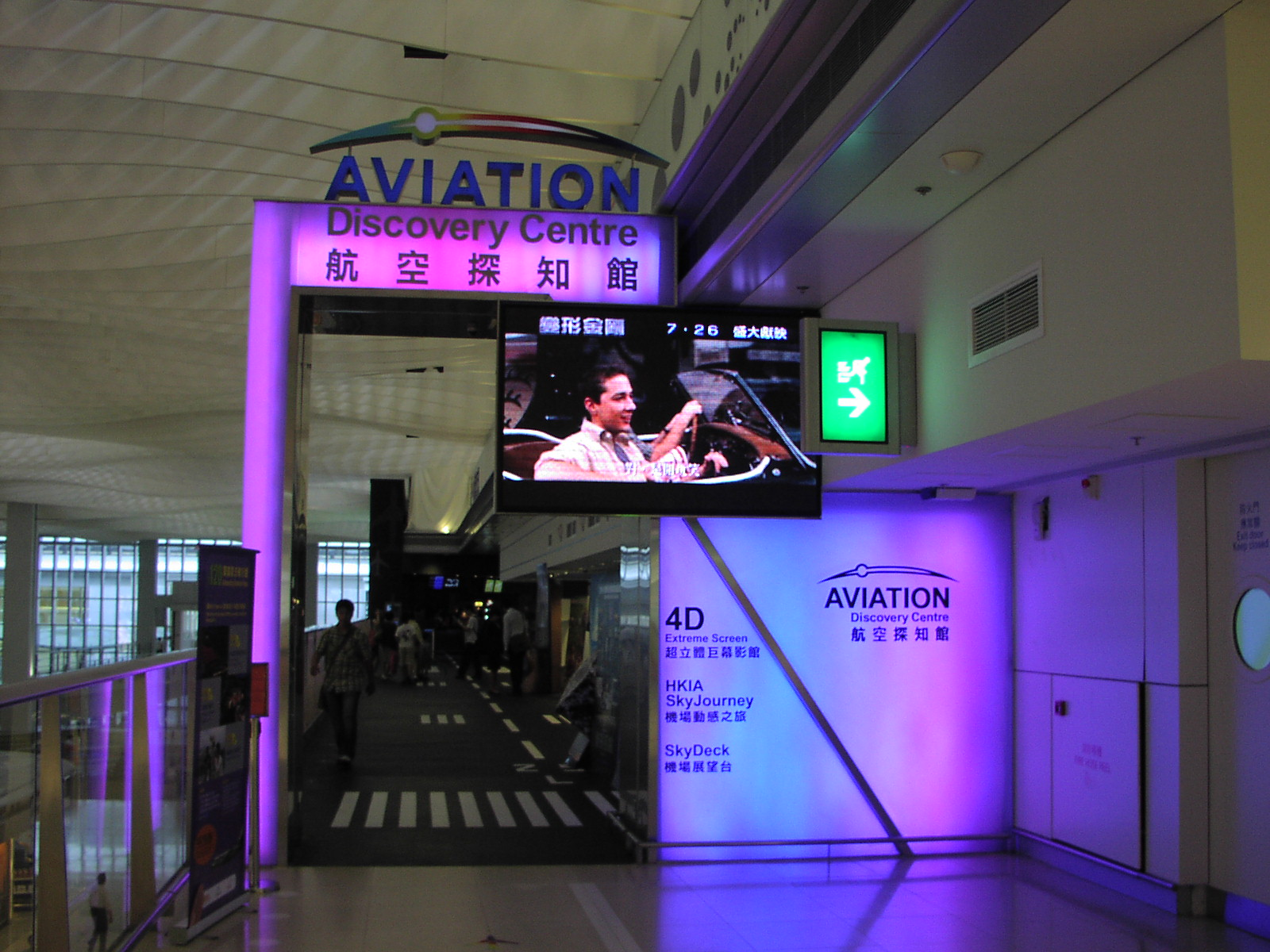
航空探知館入口──「探知跑道」

航空探知館（英語：Aviation Discovery Centre）位於香港國際機場二號客運大樓翔天廊6樓，是全球首間設於機場航空大廈內以航空為主題的多媒體中心，於2007年6月1日正式啟用，由洲立影藝負責營運。航空探知館設有多個展區，逾20多項多媒體互動設施，介紹世界民用航空事業、前啟德機場及新香港國際機場的發展，大部分設施均免費參觀，並且供予參觀者親自操作。但因為2019年8月14日，機管局向法庭申請臨時禁制令，規定進入機場客運大樓的人士需要向保安出示護照、機票或登機證等文件，加上二號客運大樓重建工程，於2019年10月正式關閉。

## 展區介紹

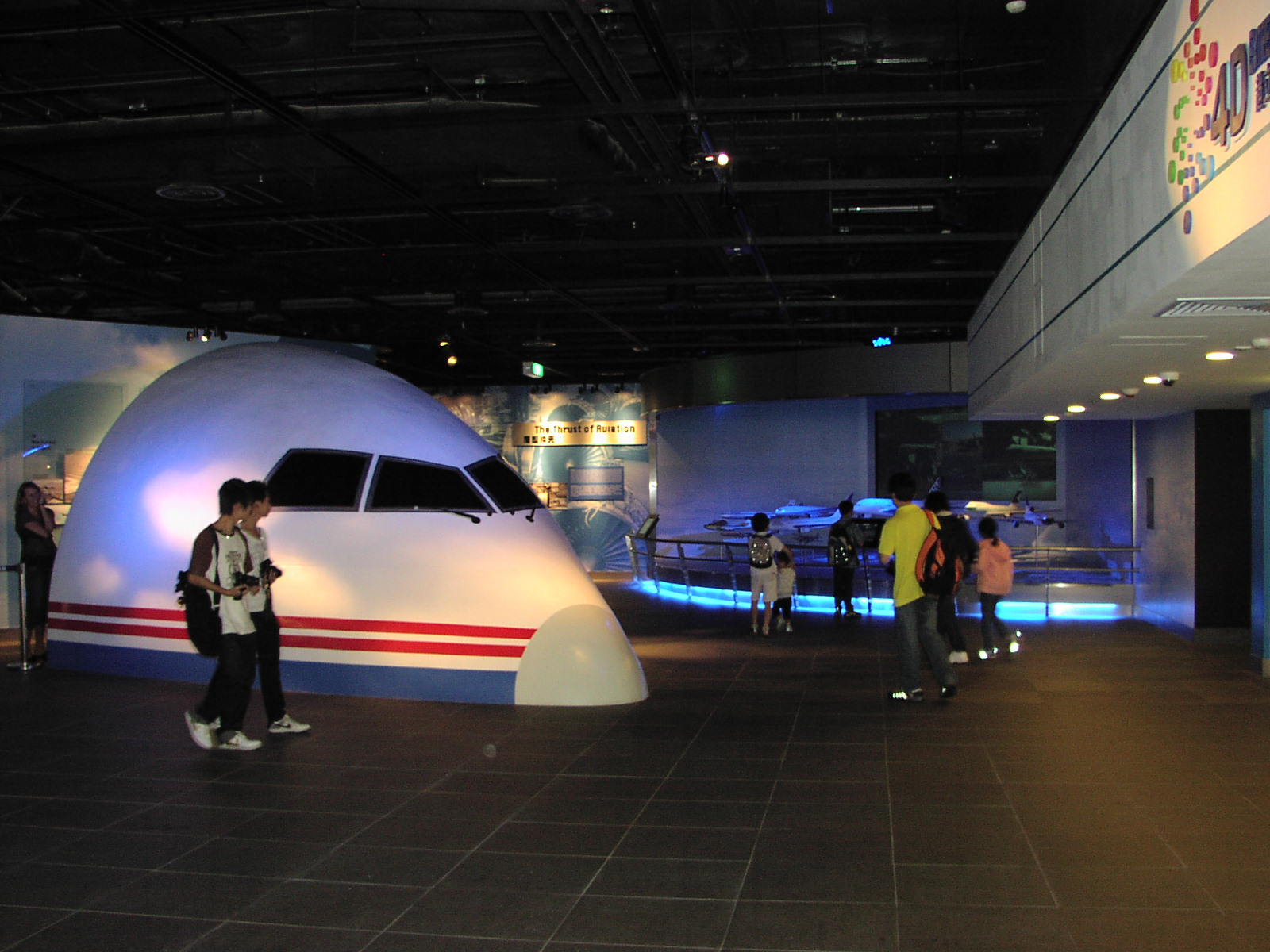
以飛機造型為設計的模擬駕駛艙是展館的重點展品

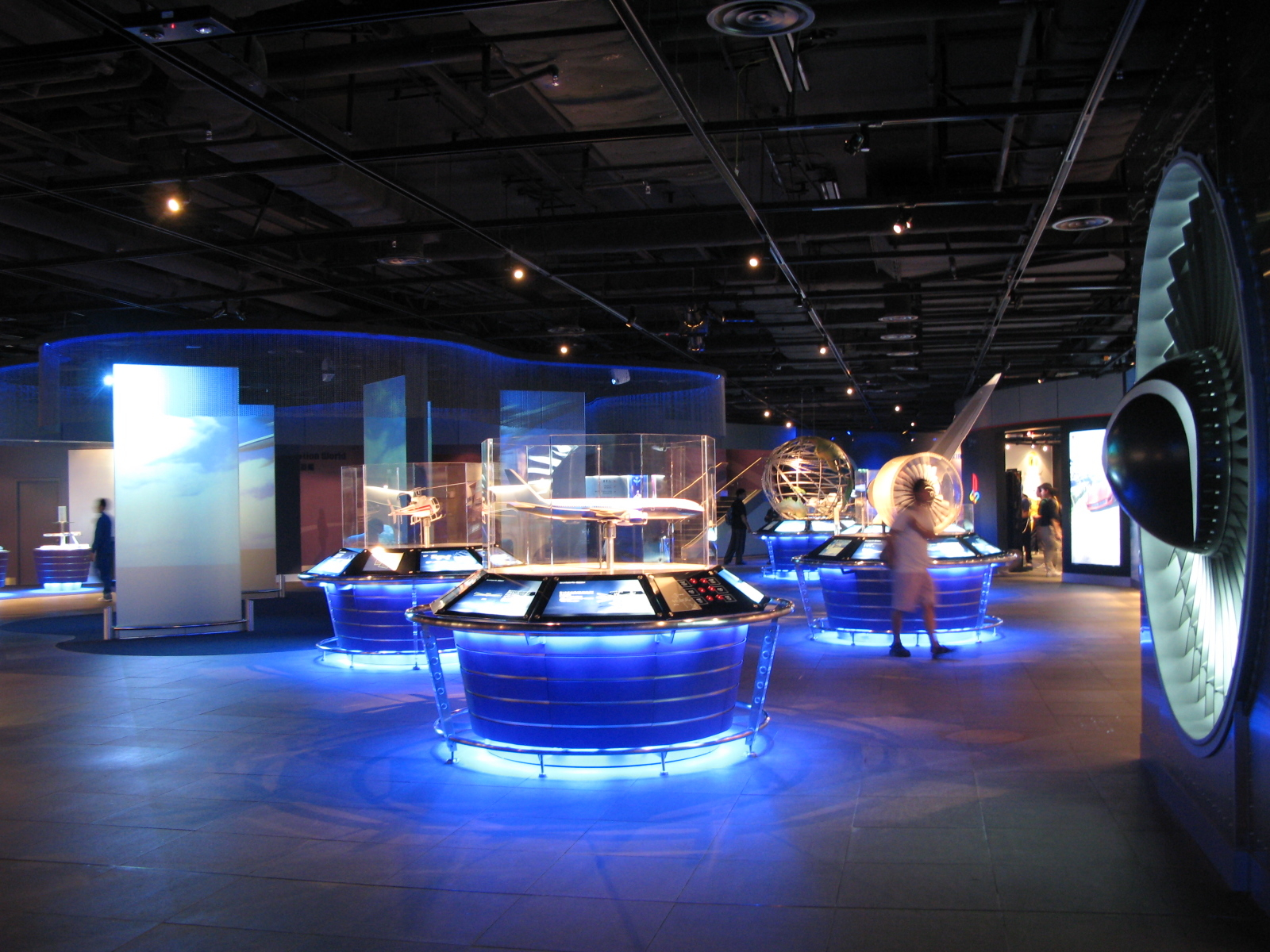
館內展示了不同飛機模型及組件

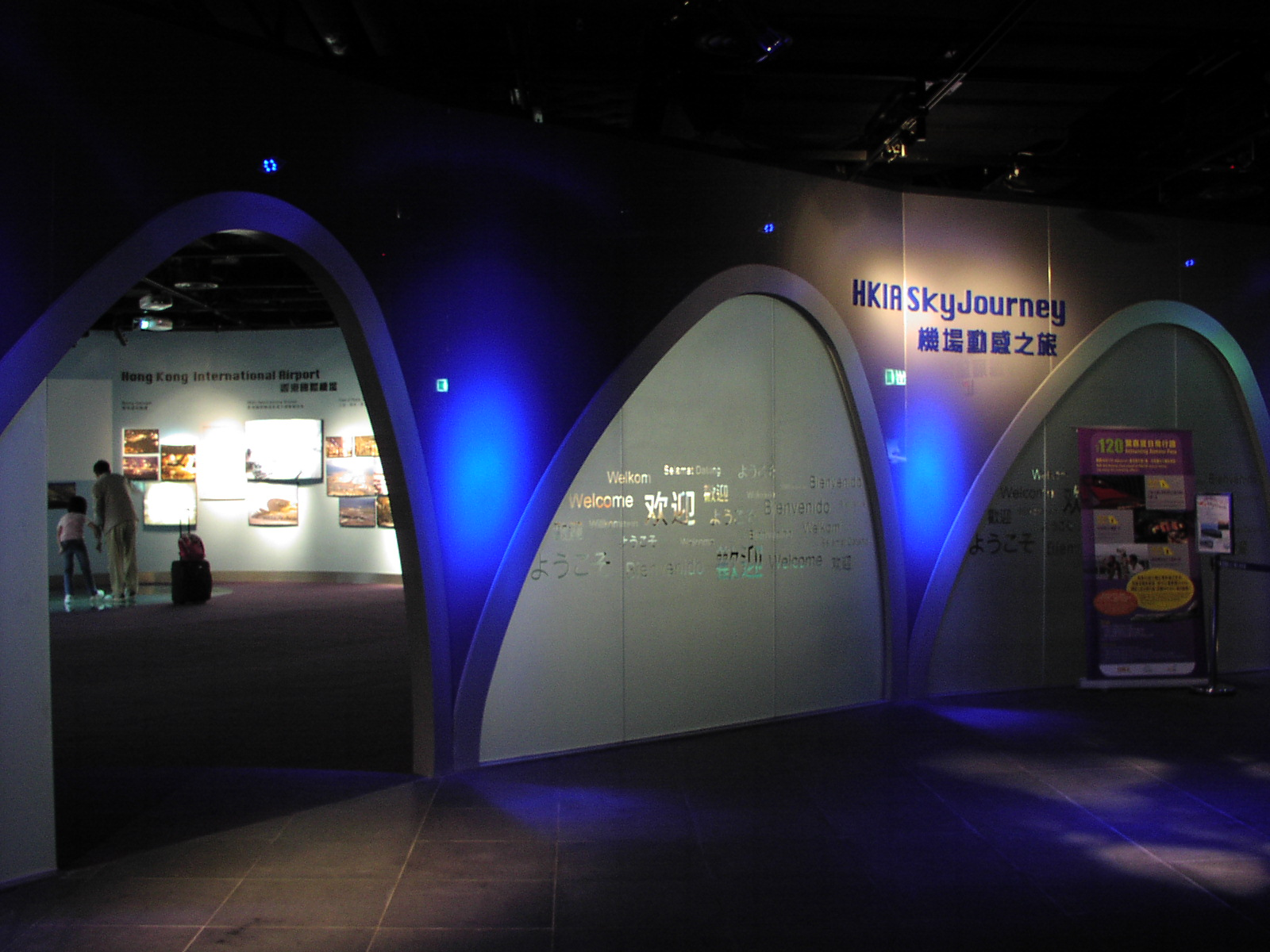
機場動感之旅透過多媒體互動方式，介紹新舊機場的運作

### 探索飛行
展館入口為「探知跑道」，參觀者沿著以機場跑道為設計的入口，可以欣賞二號客運大樓離港大堂。展區設有多個互動式展品，介紹飛行原理及飛機結構，參觀者可以親自操作機翼及飛機爬升等飛行操作。在「鐵鳥薈萃」展區，展示了13架不同年代的大型飛機模型，參觀者可透過輕觸式設施得知相關的技術資料。在同遊萬里展區，參觀者則可親身體驗不同年代及等級的機艙佈置，而機艙窗戶更模擬了飛機在天空及世界不同地方降落的景象。

### 機場展望台

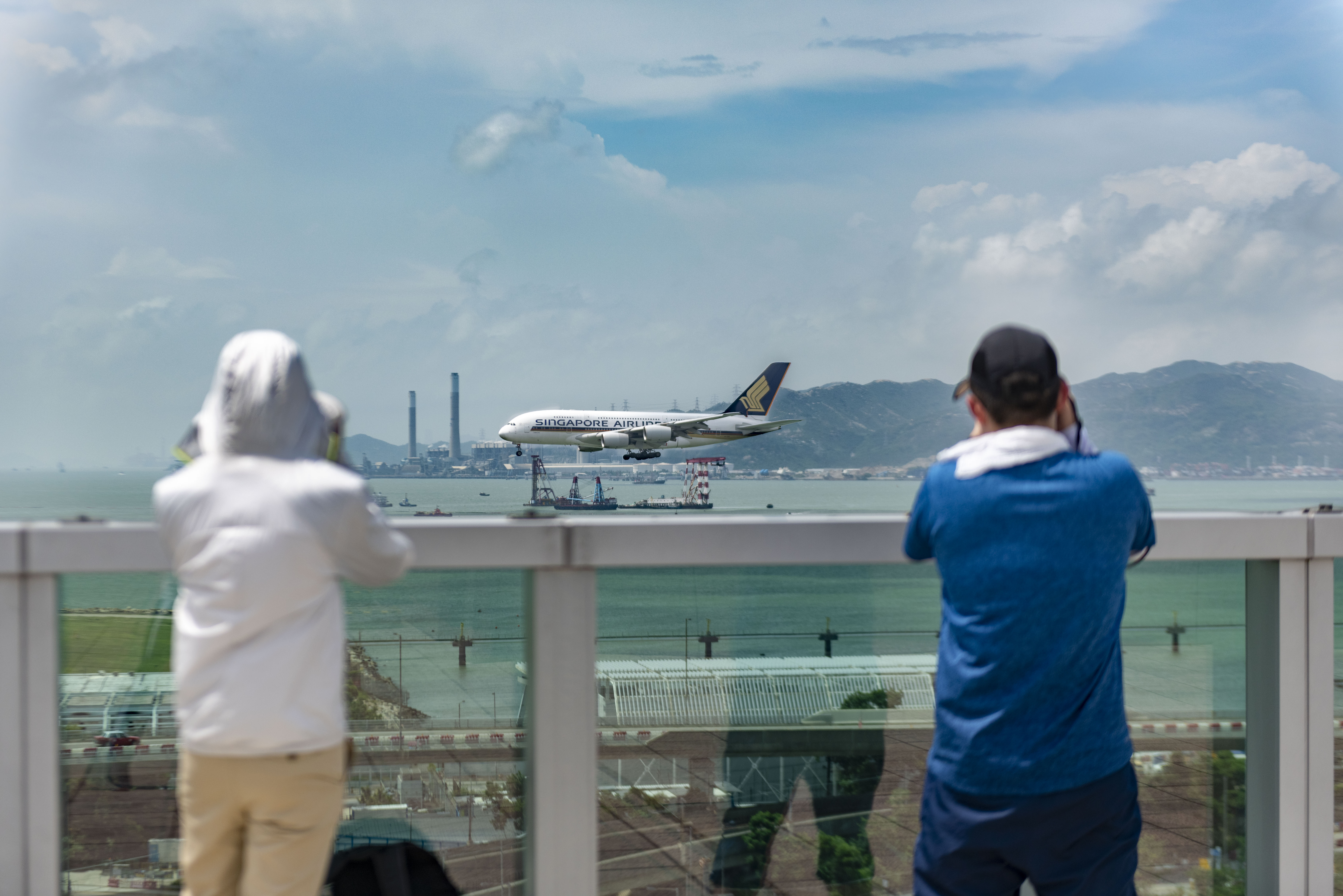
两位航空迷正在機場展望台拍摄飞机

位於毗鄰的機場行政大樓頂樓，於2007年7月12日啟用，設有升降機連接展館，參觀人士可以360度欣賞機場設施及飛機升降。

## 歷史
隨着4D超立體巨幕影館休業，航空探知館於2012年1月31日起暫停開放，以進行翻新工程。

## 已消失的展區和展品

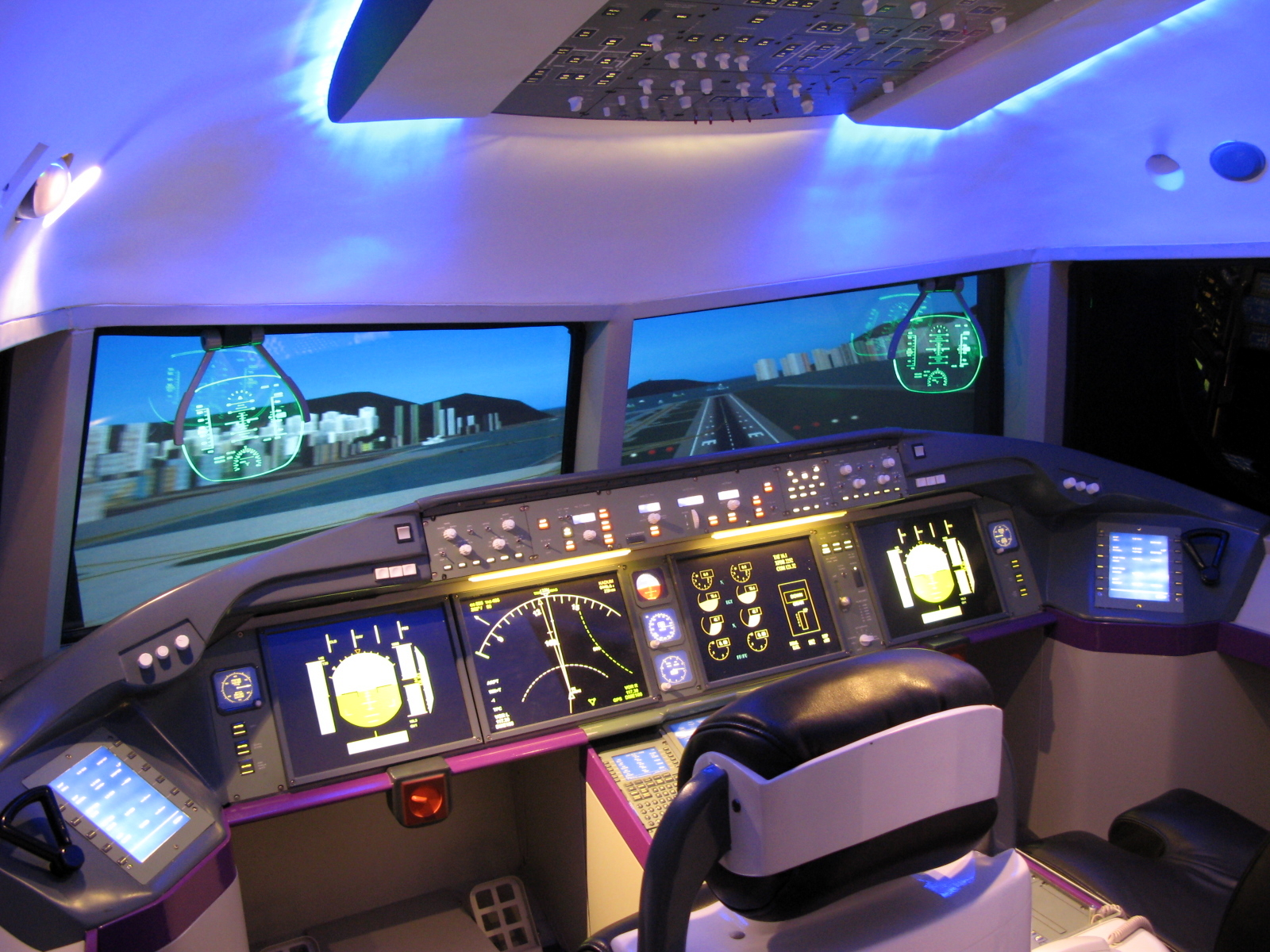
模擬駕駛艙可讓參觀者體驗在啟德機場起降的過程

### 機場動感之旅
介紹啟德機場及香港國際機場的發展歷程，更設有220°超闊廣角投影銀幕，播放新舊機場運作及交接的片段。展區並設有名為機場解碼的互動問答遊戲專區。

### 模擬駕駛艙
參觀者可以透過模擬情景，體驗在啟德機場起降的過程。其後已被圍封不作開放。

### 精萃廊
為展館的服務台，並且販售航空及電影主題的紀念品。到近年改為擺放扭蛋機。

## 参观信息
- 開放時間：早上11:00至晚上10:00
- 收費：免費入場，付費設施包括：模擬駕駛艙(現已暫停服務)：40元（包括拍照服務）(現只提供拍照服務,收費20元) ；機場展望台：成人 $15，長者 $10，小童/學生 $7.5（一米以下小童免費）。
- 交通：

## 外部連結
- 航空探知館 （页面存档备份，存于）
- 模擬駕駛艙內觀影片 （页面存档备份，存于）
- 機場展望台相片

22°19′02″N 113°56′15″E / 22.3172°N 113.9376°E